# Roger Scannura
Roger Scannura es un guitarrista flamenco maltés y un exponente del Nuevo Flamenco.

## Biografía
Scannura nació en Birżebbuġa, Malta. Su escolarización temprana comenzó en el monasterio franciscano de Santa Teresa, donde fue instruido en historia europea, latín, historia del arte y restauración del arte. Él ha estado inmerso en la música desde la infancia temprana y dominó las técnicas y los matices de la guitarra flamenca, mientras que en España desde los 12 años bajo los auspicios de Pepe Habichuela y otros maestros gitanos. Ha realizado giras por Europa y América del Norte como solista y como director musical para varias compañías de baile flamenco. También es fundador de una pequeña compañía de danza con sede en Toronto llamada Ritmo Flamenco. Scannura con su grupo ha actuado para primeros ministros, dignatarios, así como una variedad de celebridades, incluyendo, Russell Crowe y Sting. Scannura ha grabado seis CDs de música flamenca originales que abarcan tanto los estilos tradicionales y modernos.

## Discografía
| Año  | Álbum          | Instrumentos                                    |
| ---- | -------------- | ----------------------------------------------- |
| 1991 | Spanish Dance  | - Guitarra en solitario                         |
| 1994 | Ritmo Flamenco | - Guitarra en solitario                         |
| 1996 | Saracen        | - Guitarra - Percusión - Flauta - Saxófono      |
| 1998 | Medina         | - Guitarra - Voz - Percusión                    |
| 2000 | Misterio       | - Guitarra - Voz - Violín - Mandola - Percusión |
| 2003 | Encore!        | - Guitarra - Violín - Mandola - Percusión       |
| 2005 | Noche Flamenca | - Guitarra - Violín - Percusión                 |